# Thyde Monnier
Thyde Monnier, eigentlich Mathilde Monnier (* 23. Juni 1887 in Marseille; † 18. Januar 1967 bei Nizza) war eine französische Schriftstellerin und Namensgeberin des seit 1975 von der Société des gens de lettres für ein Einzelwerk verliehenen Grand Prix Thyde Monnier de la SGDL.

## Leben
Thyde Monnier wurde als Tochter eines Bankiers geboren und besuchte in Marseille das Lycée Montgrand. Sie begann früh, Gedichte zu schreiben. Im Alter von neunzehn Jahren fiel sie bei einer Denkmalsenthüllung mit dem Vortrag ihres Gedichts Sonett an Mistral auf. Weiterhin sind die Gedichte Cette Vielle romance, Amour de la vie und Or, Moi, Bateau perdu bekannt. In ihren neonaturalistischen Romanen beschreibt sie das Leben einfacher Leute der Provence, etwa von Fischern, Bauern, Hirten und Handwerkern. Ihr gekonnter lebendiger Stil mit starkem Naturempfinden wurde mit Marie Mauron verglichen.
Thyde Monnier war zweimal verheiratet.

## Werke (Auswahl)

### Autobiographie
- Moi. Editions du Rocher, Monaco

1. Faux départ. 1949
2. La saison des amours. 1950
3. Sur la corde raide. 1951
4. Jetée aux bêtes. 1955

- Gekürzte deutsche Ausgabe: Moi. Ein Leben aus vollem Herzen. Mit einem Nachwort von Ernst Sander. Marion von Schröder, Hamburg 1967.

### Zyklus Les Desmichels (Romane)
- Band 1: Grand-Cap. Éditions Bernard Grasset, Paris 1937.
- Band 2: Le Pain des pauvres. Éditions Bernard Grasset, Paris 1938
  - Deutsche Ausgabe: Liebe – Brot der Armen. Aus dem Französischen übersetzt von Ernst Sander. Marion von Schröder, Hamburg 1939.
  - Mitgliederausgabe: Liebe Brot der Armen. Büchergilde Gutenberg, Frankfurt am Main / Bielefeld / Mainz 1949.
- Band 3: Nans le berger. Guilde du Livre, Lausanne 1942.
  - Deutsche Ausgabe: Nans, der Hirt. Aus dem Französischen übersetzt von Ernst Sander. Marion von Schröder, Hamburg 1948.
- Band 4: La demoiselle. Éditions Julliard, Paris 1944.
  - Deutsche Ausgabe: Unser Fräulein Lehrerin. Aus dem Französischen übersetzt von Ernst Sander. Rowohlt, Reinbek bei Hamburg 1964.
- Band 5: Travaux. Éditions Julliard, Paris 1945. 
  - Deutsche Ausgabe: Die Familie Revest. Aus dem Französischen übersetzt von Ernst Sander. Rowohlt, Reinbek bei Hamburg 1968.
- Band 6: Le figuier stérile. Éditions Julliard, Paris 1947.
  - Deutsche Ausgabe: Der unfruchtbare Feigenbaum. Marion von Schröder, Hamburg 1947.
- Band 7: Les forces vives. Éditions Julliard, Paris 1948.

### Prosa
- La rue courte. 1937
  - Deutsche Ausgabe: Die kurze Straße. Roman. Aus dem Französischen übersetzt von Ernst Sander. Marion von Schröder, Hamburg 1947.
- Der jungfräuliche Ölbaum. Trilogie. („L’huile vierge“) List, München 1978, ISBN 3-471-78111-0 (Inhalt: Das Jungfernöl, Ariane in Nizza und Heimkehr zu den Inseln)[3]
- Schloß Désirade. Roman. („La désirade“, 1956) von Schröder, Hamburg 1958
- Madame Roman. Roman. („Madame Roman“, 1957) Rowohlt, Reinbek 1970
- Spiel im Herbst. Roman. („J’ai joué le jeu“, 1963) Ullstein, Frankfurt 1982, ISBN 3-548-20225-X